# عرب‌های خراسان
عرب‌های خراسان گروهی از اعراب مهاجر در منطقهٔ خراسان هستند که از نگاه تاریخی بیشتر در جنوب و مرکز استان‌های خراسان ساکن شده‌اند و به دو دستهٔ عرب‌های شمالی و عرب‌های جنوبی تقسیم می‌شوند. این افراد بازماندگان عرب‌های مهاجری هستند که در سده‌های اولیه اسلامی به ایران آمده‌اند. سخن وری به زبان عربی در آن منطقه گویای حضور آنان است. گروهی از عرب‌های خراسان عراقی‌های ایرانی الاصل (پیش از اشغال عراق) می‌باشند. که توسط صدام حسین رئیس‌جمهور وقت عراق از عراق اخراج شدند.

## پیشینه
در خصوص پیشینهٔ عرب‌های خراسان دو نظر وجود دارد:
- گروه اول که بیشتر عوامل خاندان علم هستند بر این باورند که حضور عرب‌ها در خراسان به سده‌های اولیهٔ اسلام برمی‌گردد؛ این‌ها افرادی هستند که پس از فتح خراسان توسط مسلمانان مهاجرت اقوام عرب از عراق و شام به خراسان آمده‌اند.[۳]

در منابع تاریخی ذکر شده است که در سال ۵۲ هجری قمری زیاد بن ابی سفیان، ربیع بن زیاد حارثی را به سردرمداری امارت خراسان منصوب کرد و به همراه وی پنجاه هزار سپاهی را با خانواده‌هایشان روانهٔ خراسان کرد.
- گروه دوم اعتقاد دارند که:

حضور عرب‌ها به صورت اسکان گروهی حدود دویست سال قدمت دارد و بزرگ‌ترین اسکان عرب‌ها در منطقهٔ عربخانه بوده است که جمعیتی از عرب‌های دوام‌دار بوده‌اند و از جنوب ایران به این مناطق آمده بودند. عرب‌های مسلمان به دلخواه یا به اجبار در این ناحیه ساکن شدند. برای مثال، در سال ۱۱۴۷ه‍.ق و در زمان حکومت نادرشاه افشار، طهماسب قلی خان جلایر سردار سپاه نادر، پس از سرکوب عرب‌های بنادر جنوبی ایران، باعث کوچ آنان از راه کرمان به خراسان شد. مؤلف نادرنامه می‌نویسد:
طهماسب خان جلایر، شیخ احمد مدنی و عده‌ای از سران دیگر طاغی بنادر را اعدام نموده و عدهٔ کثیری از عرب‌ها را به خراسان و استرآباد منتقل ساخت و سپس دژهای آنان را با خاک یکسان کرد.
بنابراین دو مقطع مهم در تاریخ استقرار عرب‌های خراسان وجود داشته است. یکی در دورهٔ خلفای اموی و عباسی و دیگری در دورهٔ حکومت نادرشاه افشار. زمان حکومت نادرشاه در حقیقت دورهٔ تکوین قدرت و اقتدار عرب‌ها در خراسان است که شرح اقدامات و اعمال آن‌ها در بسیاری از منابع تاریخی به تفصیل، نگاشته شده است.

## گروه‌ها

### گذشته
پس از فتح خراسان و مرکز آن ابرشهر (نیشابور) مهاجرت عرب‌ها از عراق، شام و حجاز به منطقهٔ خراسان آغاز شد. این امر تا پیش از حملهٔ غزها و مغولان ادامه داشت.
- «حیری»: از حیره در نیشابور قدیم که اصل و نسبشان به حیرهٔ عراق می‌رسد.

### امروزه
امروزه جمعیت بزرگی از عرب‌ها در خراسان مستقر می‌باشند.
- «عرب‌های سبزوار»: در دوران پهلوی دوم از عراق به سبزوار مهاجرت کردند و ابتدا در  کاروانسرای سبزوار در خیابان تاریخی بیهق مستقر شدند و سپس در محلات مرکزی سبزوار نظیر بیهق، عطاملک و غیره ساکن شدند. پس از استقرار عرب‌ها این کاروانسرا به کاروانسرای عرب‌ها مشهور گردید.[۵]
- «عرب‌های شاهرود»: عرب‌های بسیاری در نزدیکی شاهرود سکونت گزیده‌اند. تا سال۱۸۷۵ ازدواج‌های بین این جامعه با ایرانیان و حتی ترکان بسیار زیاد بود.
- «عرب‌های نیشابور»: در شهرستان فیروزه در غرب نیشابور عرب‌هایی زندگی می‌کنند.
- «عرب‌های سرخس»: قبیله‌های عرب‌نژاد و خزیمه و عرب قدیمی و بحرینی و عرب خزایی و عرب‌هایی که از کاشمر به سرخس مهاجرت کردند در محلهٔ عباس‌آباد سرخس و دیگر محله‌های شهر سرخس به‌طور پراکنده و روستاهای قوش خزاعی و گنبدلی ساکن هستند. به گفتهٔ ییت، عرب‌های سرخس در ۱۸۷۴ بدانجا آورده شدند و در ۱۸۹۰ حدود ۱۵۰ و در ۱۹۴۰ حدود ۲۴۰ خانواده بودند. در ۱۹۵۰ هنوز در دو روستای آن منطقه عربی تکلم می‌شد.[۶]
- افزون برآن عرب‌هایی در کاشمر، تربت جام و تربت حیدریه ساکن می‌باشند. عرب‌های ساکن در تربت حیدریه بازمانده ۱٬۰۰۰ خانوادهٔ عربی‌اند که نادرشاه آن‌ها را از خوزستان به تربت حیدریه منتقل کرد. در ۱۹۵۰ هنوز برخی‌شان عربی حرف می‌زدند.[۶] علاوه بر این عرب‌های بسیاری در نزدیکی طوس اقامت دارند.[۶]
- «عرب‌های بیرجند»: عرب‌های بیرجند در دهستان عربخانه نهبندان اقامت دارند. بنا به گفته رزم‌آرا این عرب‌ها در زمان نادرشاه از خوزستان منتقل شده‌اند. در دههٔ ۱۹۲۰ آن‌ها بسیار فقیر توصیف شده‌اند و بسیاری از آن‌ها در بیرجند کارگری می‌کردند. در ۱۹۵۰، در هجده روستای دهستان عربخانه و در دو روستا در دهستان‌های مجاور نهارجانات و نهبندان هنوز عربی رایج بود.[۶] از جمله روستاهای عرب‌نشین در خراسان جنوبی، روستای خلف است. [۷]
- «خزاعی»: پس از فتح تیسفون به‌دست اعراب گفتار خزاعی‌ها از پهلوی اشکانی به عربی و نام الکسایی به الخزاعی یا خزاعی تغییر یافت. در سال ۱۵۰ قمری جمعیتی از مردمان تیسفون به خراسان منتقل گشتند که در کتاب اقوام و عشایر خراسان نوشته میرنیا، به اعراب خراسان شهرت یافتند از جمله این قبایل سالاری، خزاعی و زنگویی می‌باشند. در خراسان جنوبی و کاشمر و تربت حیدریه به فارسی سخن می‌گویند و در چند روستا آثار زبان عربی وجود دارد. بخشی از قبیله خزاعی در سیستان به نام میران شناخته می‌شود و شاخه ای از خزاعی در هرات و ایران به نام ایزدپناه زندگی می‌کنند.
- «تمیمی» یا «بنی تمیم»: مهاجران از جنوب عراق در سال‌های اخیر
- «طائی» یا «بنی طی»: شامل مهاجران از جنوب عراق در سال‌های اخیر که به عشیره‌های متعدد تقسیم می‌شوند.
- «خفاجه» یا «خفاجی»، «نخعی»، «لالویی»، «رمضانی»، «خنجری»، «عامری»، «عنانی»، «سالاری»، «بنی اسد»، «فلاحی» و «میش‌مست».

## مراکز
برخلاف شمال خراسان که تمامی عرب‌های ساکن در آن، طی دو یا سه سدهٔ اخیر و در اثر فشارهای سیاسی یا حوادث ناگوار طبیعی، در آن جا سکونت گزیده‌اند، بیشتر عرب‌های جنوب استان بازماندگان مهاجرینی هستند که در سده‌های اولیهٔ حکومت اسلامی به ناحیه آمده‌اند و با رشد جمعیت در طی زمان و اضافه شدن مهاجرین جدید، تعداد آن‌ها در ناحیه زیادتر شده است.
- عرب‌خانهٔ بیرجند
- قوش خزاعی
- خلف
- سرخس
- بیرجند
- ارگ نیشابور

## سیاست
خاندان خُزیمه علم یا خاندان علم، حکمرانان عرب‌تباری بودند که قرن‌های متمادی، در منطقهٔ قهستان شرقی- بیرجند، قاینات، خوسف، نهبندان، سربیشه و سیستان حکمرانی می‌کردند. در میان بانفوذترین افراد این طایفه می‌توان از اسماعیل خان عرب خزیمه حاکم قاینات و سردار نادر شاه افشار، امیر علم خان اول حاکم قاینات و سیستان و سردار لشکر نادرشاه و مدعی پادشاهی پس از وی، امیر علم خان سوم حاکم قاینات و سیستان و ملقب به امیر تومان از طرف ناصرالدین شاه قاجار، امیر اسماعیل خان شوکت الملک اول حاکم قاینات، امیر محمد محتشم خان رئیس ایل عرب خزیمه و نوه امیر علم خان اول، امیر محمد ابراهیم خان علم شوکت الملک دوم حاکم قاینات و امیر اسدالله علم نخست‌وزیر و وزیر دربار نام برد.

## پوشاک

### مردان

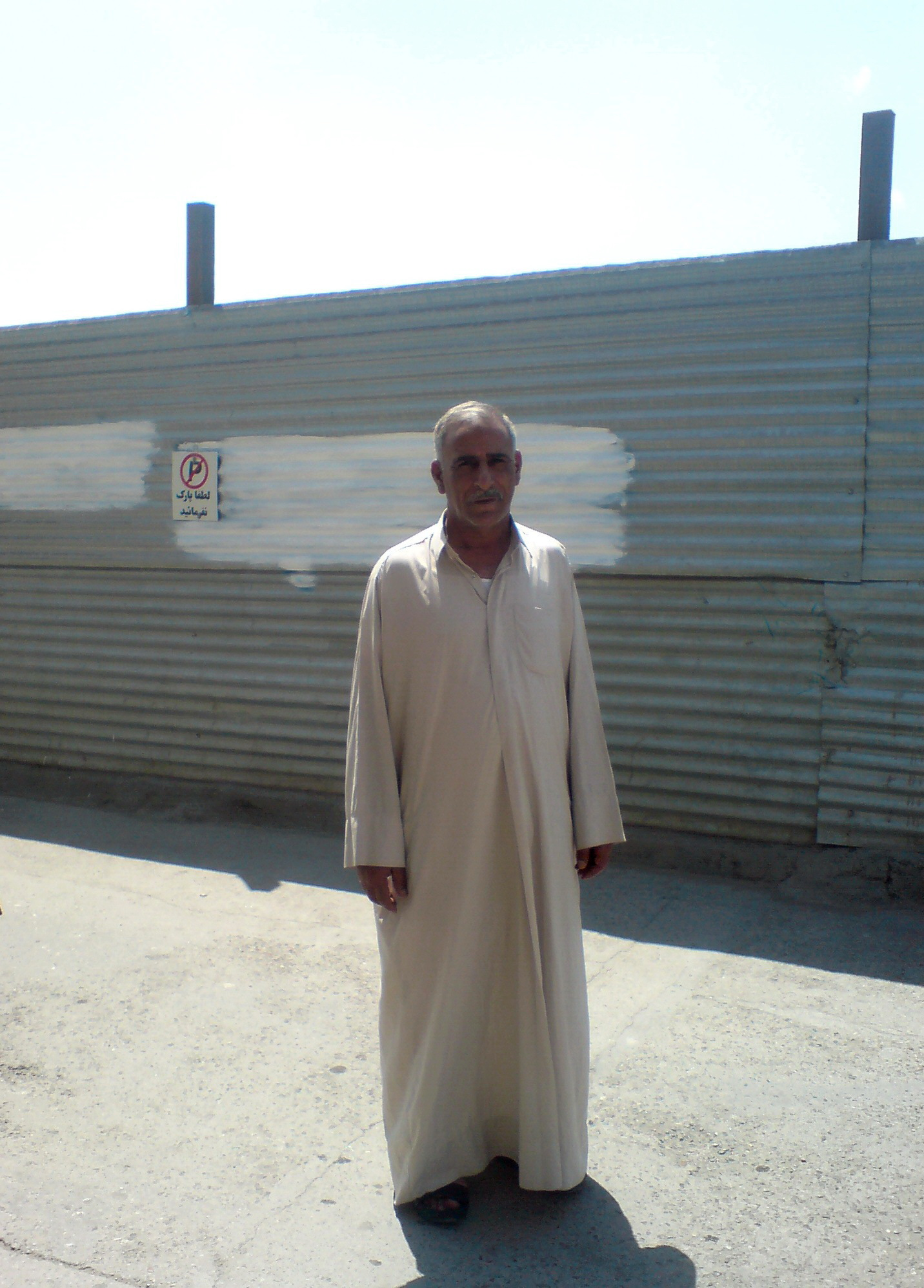
یک مهاجر عراقی‌الاصل در نیشابور با دشداشه.

امروزه در هیچ جای خراسان جمعیت قابل مشاهدهٔ عرب بومی وجود ندارد و معاودان و مهاجرین عراقی نیز همانند سایر مردم لباس می‌پوشند. تنها جمعیت قابل ملاحظهٔ «عرب» مهاجران جنگ با عراق بودند که در شهرک شهید بهشتی نزدیک فرودگاه نظامی مشهد اسکان داشتند؛ و بیشتر زنان لباس بومی خود را حفظ کردند.
جمعیت عربخانه در سال ۱۳۶۸ کمتر از دو هزار نفر بود که نیمی از آن‌ها مکرانی و سیستانی و فارس و نیمی هم عرب‌تبار بودند. مردم عربخانه لباس‌هایی شبیه به بلوچی و سیستانی می‌پوشند و هیچ سابقه‌ای از چفیهٔ عربی در کل منطقه وجود ندارد. (سفرنامهٔ گریگور)

### قالیبافی
قالی بافی در میان زنان بعضی قبایل عرب جنوب خراسان به شکل فرش و قالیچه بافی رواج دارد. این قالیچه‌ها در مناطق جنوبی خراسان (خراسان جنوبی) به صورت ذهنی بافت شده و در ابعاد کوچک تولید می‌شوند. زنان قالیباف عرب خراسانی نظیر سایر زنان عشایر ایران از دار زمینی زمینی استفاده می‌کنند که با شیوه چله‌کشی ترکی چله‌کشی شده است. این قالیچه‌ها دارای بافتی درشت و پرزهای بلند است و با دو پود ضخیم بافته می‌شوند. نخ چله و پود قالی از جنس پنبه و نخ پرز از جنس پشم می‌باشد که غالباً با رنگ‌های جوهری یا ترکیبی از رنگ‌های جوهری و گیاهی با استفاده از دندانه رنگرزی شده‌اند. مهم‌ترین طرح‌های رایج شامل لچک و ترنج، ترنج و ترنج و محرمات است. قالیچه‌های نمازی با تصاویر نمازگزاران، شتر، مسجد و درخت از طرح‌های مشهور اقوام عرب رمضانی می‌باشد.